# Hemne
Gmina Hemne (norw. Hemne kommune) – norweska gmina leżąca w okręgu Trøndelag. Jej siedzibą jest miasto Kyrksæterøra.
Hemne jest 169. norweską gminą pod względem powierzchni.

## Demografia
Według danych z roku 2005 gminę zamieszkuje 4277 osób. Gęstość zaludnienia wynosi 6,49 os./km². Pod względem zaludnienia Hemne zajmuje 223. miejsce wśród norweskich gmin.
| ludność stan na 1 stycznia 2005 |         |           |       |
|                                 | kobiety | mężczyźni | razem |
| osób                            | 2128    | 2149      | 4277  |
| %                               | 49,75%  | 50,25%    | 100%  |

| wykształcenie stan na 1 października 2004 |        |         |        |        |
|                                           | podst. | średnie | wyższe | niezn. |
| osób                                      | 785    | 2079    | 435    | 61     |
| %                                         | 23,36% | 61,88%  | 12,95% | 1,82%  |

## Edukacja
Według danych z 1 października 2004:
- liczba szkół podstawowych (norw. grunnskolar): 3
- liczba uczniów szkół podst.: 637

## Władze gminy
Według danych na rok 2011 administratorem gminy (norw. rådmann) jest Torger Aarvaag, natomiast burmistrzem (norw. ordfører, d. borgermester) jest Ståle Vaag.